# Kürtün-Talsperre
Die Kürtün-Talsperre (türkisch Kürtün Barajı) ist eine Talsperre am Harşit Çayı in der Provinz Gümüşhane im Norden der Türkei. Das Absperrbauwerk, ein 110 m hoher Staudamm, steht 27 km nordwestlich von Torul. Erste Planungen entstanden im Jahr 1986. Ab Mitte der 1990er begann der Bau. Februar 2002 nahm die Talsperre ihren Betrieb auf. Die Stromerzeugung begann im September 2003.
Flussaufwärts der Kürtün-Talsperre befindet sich die Torul-Talsperre, während direkt unterhalb die kleine Hanyani-Talsperre liegt.
Der Staudamm der Kürtün-Talsperre besteht aus einer Steinschüttung als Stützkörper mit Betonplatten an der Wasserseite (CFRD-Bauweise). Die Hochwasserentlastung besteht aus zwei Überlaufrinnen (314 m und 357 m lang) mit jeweils 12 m Durchmesser.
Das Wasserkraftwerk verfügt mit seinen zwei Francis-Turbinen von je 40 MW Leistung über ein jährliches Regelarbeitsvermögen von 198 GWh elektrischer Energie. Es liegt auf einer Höhe von 497 m.